# Domhnall Gleeson
Domhnall Gleeson (Dublin, 1983. május 12. –) ír színész, forgatókönyvíró és rövidfilmes rendező, a szintén színész Brendan Gleeson fia, akivel számos filmben szerepelt.
Egyik legismertebb szerepe Hux tábornok a Star Wars VII. rész – Az ébredő Erő című filmben, valamint annak Az utolsó Jedik című folytatásában.

## Fiatalkora
Dublinban  született 1983. május 12-én, négy fiú közül a legidősebbként. A dublini megyei Malahide-ban nevelkedett, Mary (szül. Weldon) és Brendan Gleeson színész legidősebb fiaként. Három testvére van: Fergus, Brian (szintén színész) és Rory. A Malahide Közösségi Iskolába járt, ahol a Grease és a Lear király iskolai produkcióiban lépett fel. Később képzőművészeti diplomát szerzett a Dublini Technológiai Intézetben.

## Magánélete
Szülővárosában, Dublinban él.
Apjával Brendannel együtt az angol Aston Villa FC labdarúgócsapatának lelkes rajongója. A csapat FA-kupa elődöntőjén a Liverpool ellen a Wembley Stadionban megnyert 2015-ös győzelmét "élete nagy napjának" nevezte.

## Filmográfia

### Film

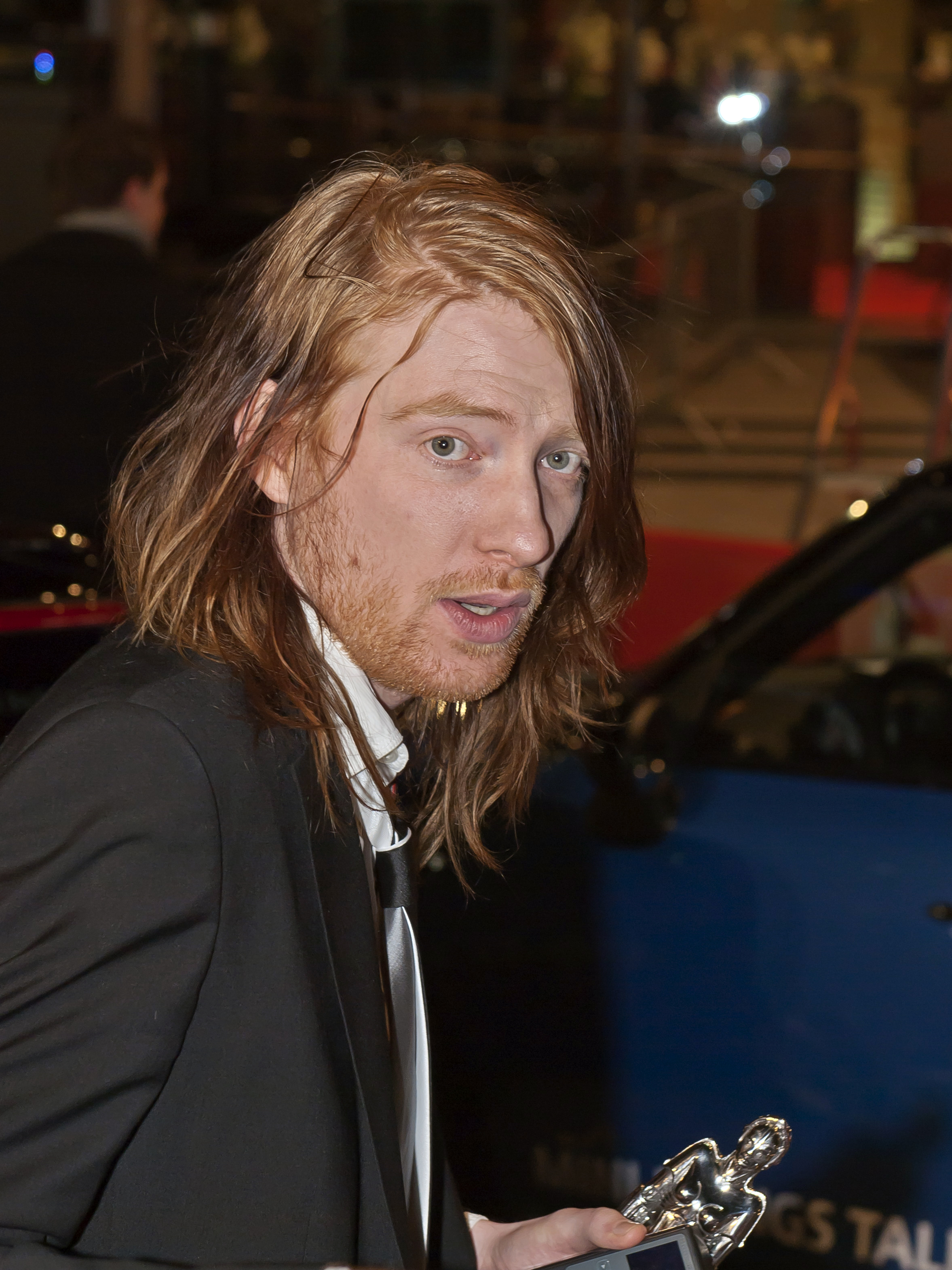
A 2011-es Berlini Nemzetközi Filmfesztiválon

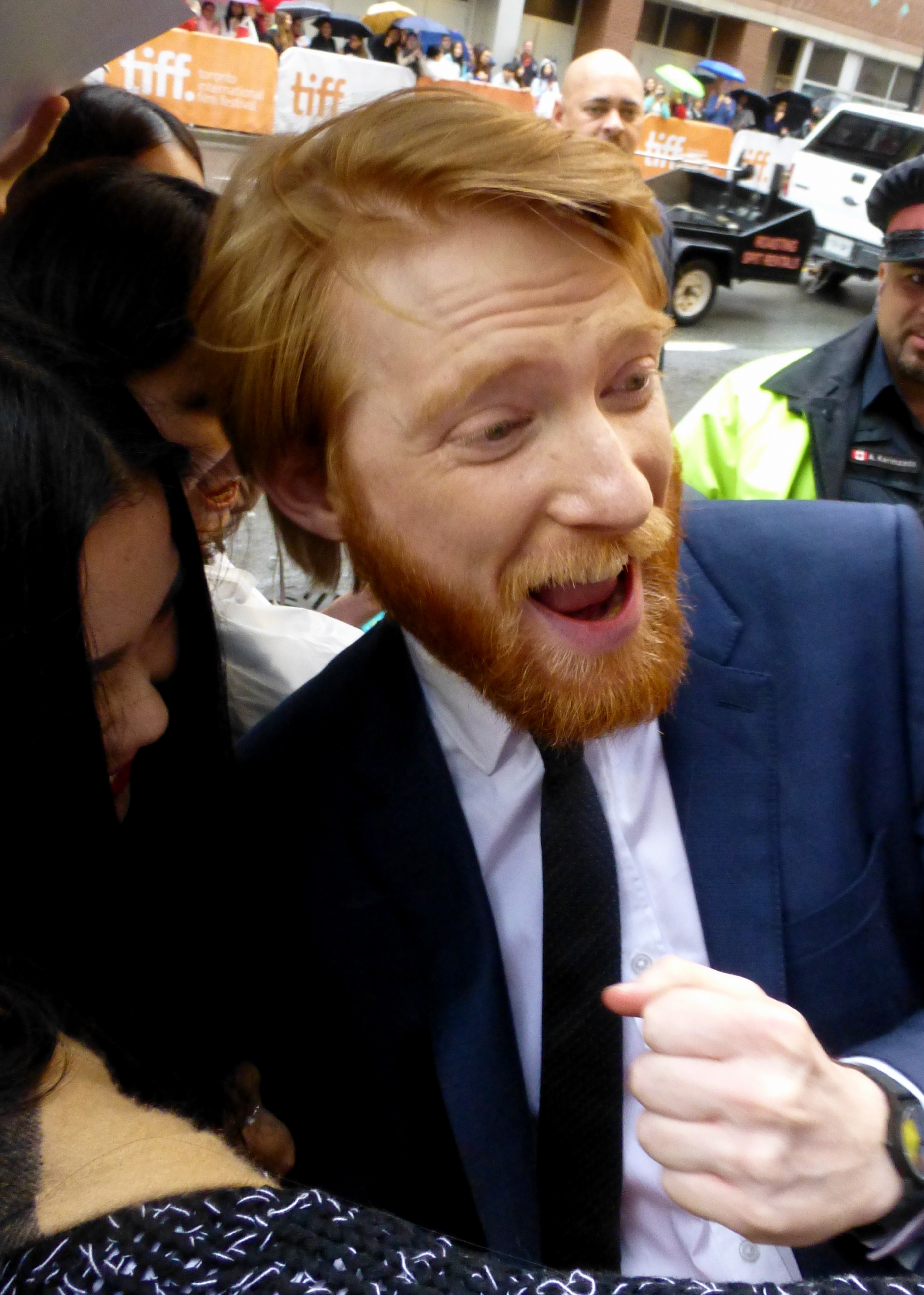
A Brooklyn premierjén, 2015 szeptemberében

| Év   | Magyar cím                             | Eredeti cím                                   | Szerep                                    | Magyar hang     | Rendező               |
| ---- | -------------------------------------- | --------------------------------------------- | ----------------------------------------- | --------------- | --------------------- |
| 2005 |                                        | Boy Eats Girl                                 | Bernard                                   |                 | Stephen Bradley       |
| 2006 |                                        | Studs                                         | Trampis                                   |                 | Paul Mercier          |
| 2009 | A vérdíj                               | Perrier's Bounty                              | Clifford                                  | Előd Álmos      | Ian Fitzgibbon        |
| 2010 | Kinn a bárány…                         | Sensation                                     | Donal Duggan                              |                 | Tom Hall              |
| 2010 | Ne engedj el!                          | Never Let Me Go                               | Rodney                                    | Simon Zoltán    | Mark Romanek          |
| 2010 | A félszemű                             | True Grit                                     | Moon / A kölyök                           | Fehér Tibor     | Joel és Ethan Coen    |
| 2010 | Harry Potter és a Halál ereklyéi 1.    | Harry Potter and the Deathly Hallows – Part 1 | Bill Weasley                              | Előd Álmos      | David Yates (1)       |
| 2011 | Harry Potter és a Halál ereklyéi 2.    | Harry Potter and the Deathly Hallows – Part 2 | Bill Weasley                              | Stern Dániel    | David Yates (2)       |
| 2012 | Árnyjátékos                            | Shadow Dancer                                 | Connor McVeigh                            | Bozsó Péter     | James Marsh           |
| 2012 | Dredd                                  | Dredd                                         | klán technikusa                           | Welker Gábor    | Pete Travis           |
| 2012 | Anna Karenina                          | Anna Karenina                                 | Konstantin Levin                          | Előd Álmos      | Joe Wright            |
| 2013 | Időről időre                           | About Time                                    | Tim Lake                                  | Szatory Dávid   | Richard Curtis        |
| 2014 | Frank                                  | Frank                                         | Jon Burroughs                             | Szatory Dávid   | Lenny Abrahamson (1)  |
| 2014 | Kálvária                               | Calvary                                       | Freddie Joyce                             | Markovics Tamás | John Michael McDonagh |
| 2014 | Rendíthetetlen                         | Unbroken                                      | Russell Allen Phillips                    | Miller Zoltán   | Angelina Jolie        |
| 2015 | Ex Machina                             | Ex Machina                                    | Caleb Smith                               | Előd Álmos      | Alex Garland          |
| 2015 | Brooklyn                               | Brooklyn                                      | Jim Farrell                               | Welker Gábor    | John Crowley          |
| 2015 | Star Wars VII. rész – Az ébredő Erő    | Star Wars: The Force Awakens                  | Hux tábornok                              | Fehér Tibor     | J. J. Abrams (1)      |
| 2015 | A visszatérő                           | The Revenant                                  | Andrew Henry százados                     | Zámbori Soma    | Alejandro G. Iñárritu |
| 2017 | Barry Seal: A beszállító               | American Made                                 | Monty Schafer                             | Zámbori Soma    | Doug Liman            |
| 2017 | Anyám!                                 | Mother                                        | Idősebb fiú                               | Czető Roland    | Darren Aronofsky      |
| 2017 | Kihasználva                            | Crash Pad                                     | Stensland                                 | Előd Álmos      | Kevin Tent            |
| 2017 | Viszlát, Christopher Robin             | Goodbye Christopher Robin                     | A. A. Milne                               | Crespo Rodrigo  | Simon Curtis          |
| 2017 | Star Wars VIII. rész – Az utolsó jedik | Star Wars: The Last Jedi                      | Hux tábornok                              | Fehér Tibor     | Rian Johnson          |
| 2018 | Egy hiábavaló és ostoba gesztus        | A Futile and Stupid Gesture                   | Henry Beard                               |                 | David Wain            |
| 2018 | Nyúl Péter                             | Peter Rabbit                                  | Thomas McGregor / Pecás Jeremiás (hangja) | Czető Roland    | Will Gluck (1)        |
| 2018 | A kis idegen                           | The Little Stranger                           | Dr. Faraday                               |                 | Lenny Abrahamson (2)  |
| 2019 | A bűn királynői                        | The Kitchen                                   | Gabriel O'Malley                          | Szatory Dávid   | Andrea Berloff        |
| 2019 | Star Wars IX. rész – Skywalker kora    | Star Wars: The Rise of Skywalker              | Hux tábornok                              | Fehér Tibor     | J. J. Abrams (2)      |
| 2021 | Nyúl Péter 2. – Nyúlcipő               | Peter Rabbit 2: The Runaway                   | Thomas McGregor / Pecás Jeremiás          | Czető Roland    | Will Gluck (2)        |
| 2025 | Az ifjúság forrása                     | Fountain of Youth                             | Owen Carver                               |                 | Guy Ritchie           |

Rövidfilmek
- 2004: Six Shooter – pénztáros
- 2005: Stars – Brian (hangja)
- 2009: What Will Survive of Us – nem szerepel (filmrendező)
- 2009: Corduroy – Mahon
- 2010: Noreen – nem szerepel (filmrendező)
- 2016: The Tale of Thomas Burberry – Thomas Burberry

### Televízió
| Év   | Cím                     | Eredeti cím                 | Szerep            | Megjegyzések                                                            |
| ---- | ----------------------- | --------------------------- | ----------------- | ----------------------------------------------------------------------- |
| 2001 |                         | Rebel Heart                 | Byrne             | 1 epizód                                                                |
| 2005 |                         | The Last Furlong            | Sean Flanagan     | 3 epizód                                                                |
| 2009 | Kutya egy év            | A Dog Year                  | Anthony Armstrong | - tévéfilm - magyar hangja: - Széll Attila                              |
| 2010 |                         | Your Bad Self               | több szerep       | 6 epizód forgatókönyvíró                                                |
| 2010 |                         | When Harvey Met Bob         | Bob Geldof        | tévéfilm                                                                |
| 2012 |                         | Immatürity for Charity      | több szerep       | tévéfilm                                                                |
| 2013 | Fekete tükör            | Black Mirror                | Ash               | - 1 epizód (Mindjárt jövök) - magyar hangja: - Fehér Tibor - Előd Álmos |
| 2016 |                         | Earth's Greatest Spectacles | narrátor (hangja) | 3 epizód                                                                |
| 2017 |                         | Catastrophe                 | Dan               | 2 epizód                                                                |
| 2019 |                         | Psychic                     | Shergar           | rövidfilm                                                               |
| 2020 | Futás                   | Run                         | Billy Johnson     | 7 epizód                                                                |
| 2021 |                         | Frank of Ireland            | Doofus            | 6 epizód forgatókönyvíró és producer                                    |
| 2022 | A páciens               | The Patient                 | Sam Fortner       | minisorozat (10 epizód)                                                 |
| 2023 | A Fehér Ház vízszerelői | White House Plumbers        | John Dean         | minisorozat (5 epizód)                                                  |
| 2024 |                         | Alice & Jack                | Jack              | minisorozat (6 epizód)                                                  |

### Videójátékok
| Év   | Cím                               | Szerep                |
| ---- | --------------------------------- | --------------------- |
| 2016 | Lego Star Wars: The Force Awakens | Hux tábornok (hangja) |

## Színház
| Év        | Cím                         | Szerep         | Helyszín                                        |
| --------- | --------------------------- | -------------- | ----------------------------------------------- |
| 2001–2002 | The Lieutenant of Inishmore | Davey          | Barbican Center, London Garrick színház, London |
| 2006      | The Lieutenant of Inishmore | Davey          | Lyceum színház, Broadway                        |
| 2007      | American Buffalo            | Bob            | Gate színház, Dublin                            |
| 2007      | Great Expectations          | Herbert Pocket | Gate színház, Dublin                            |
| 2015      | The Walworth Farce          | Blake          | Olympia színház, Dublin                         |

## Fordítás
- Ez a szócikk részben vagy egészben  a   Domhnall Gleeson című angol Wikipédia-szócikk fordításán alapul.  Az eredeti cikk szerkesztőit annak laptörténete sorolja fel. Ez a jelzés csupán a megfogalmazás eredetét és a szerzői jogokat jelzi, nem szolgál a cikkben szereplő információk forrásmegjelöléseként.